# Římskokatolická farnost Němčice u Netolic
Římskokatolická farnost Němčice u Netolic je územním společenstvím římských katolíků v rámci prachatického vikariátu Českobudějovické diecéze.

## O farnosti

### Historie
Roku 1360 byla v Němčicích zřízena plebánie. Později zanikla a vesnice byla přifařena k farnosti Pištín. Roku 1723 byla obnovena samostatná farnost.

### Současnost
Farnost Němčice u Netolic je součástí kollatury farnosti Netolice, odkud je vykonávána její duchovní správa.
| Kostel              | Místo             | Bohoslužba             | Bohoslužba             | Poznámka     |
| ------------------- | ----------------- | ---------------------- | ---------------------- | ------------ |
| Kostel sv. Mikuláše | Němčice u Netolic | neděle                 | 7.45                   | farní kostel |
| Kaple               | Zvěřetice         | neslouží se pravidelně | neslouží se pravidelně | obecní kaple |